# Sorocha damasoi
Sorocha damasoi är en skalbaggsart som beskrevs av Soula 2006. Sorocha damasoi ingår i släktet Sorocha och familjen Rutelidae. Inga underarter finns listade i Catalogue of Life.